# Franjo Ivanović
Franjo Ivanović, né le 1er octobre 2003 à Schwaz en Autriche, est un footballeur international croate qui évolue au poste d'avant-centre au Benfica Lisbonne.

## Biographie

### En club
Né à Schwaz en Autriche, Franjo Ivanović commence le football au SVg Mayrhofen avant de rejoindre le centre de formation du FC Augsbourg, en Allemagne. Il ne joue toutefois aucun match avec l'équipe première du club et lors de l'été 2023 il rejoint le HNK Rijeka. Le transfert est annoncé le 20 juin 2023.
Il fait sa première apparition en professionnel le 22 juillet 2023, lors d'une rencontre de championnat face au NK Rudeš. Il entre en jeu et son équipe s'impose par quatre buts à zéro ce jour-là.
Le 31 août 2024, Franjo Ivanović prend la direction de la Belgique afin de signer un contrat de quatre ans, soit jusqu'en juin 2028, avec l'Union Saint-Gilloise.
Le 29 septembre 2024, Ivanović inscrit son premier but pour le club lors d'une rencontre de championnat face au KV Courtrai. Titulaire, il participe à la victoire de son équipe par trois buts à zéro.

### En sélection
Avec les moins de 19 ans il marque cinq buts en huit matchs disputés entre 2021 et 2022.

## Statistiques

### En club
| Saison                | Club                  | Championnat           | Championnat | Championnat | Championnat | Coupe nationale | Coupe nationale | Coupe nationale | Coupe de la Ligue | Coupe de la Ligue | Coupe de la Ligue | Supercoupe | Supercoupe | Supercoupe | Compétition(s) continentale(s) | Compétition(s) continentale(s) | Compétition(s) continentale(s) | Compétition(s) continentale(s) | Play-Offs | Play-Offs | Play-Offs | Total | Total | Total |
| Saison                | Club                  | Division              | M.          | B.          | P.d.        | M.              | B.              | P.d.            | M.                | B.                | P.d.              | M.         | B.         | P.d.       | Comp.                          | M.                             | B.                             | P.d.                           | M.        | B.        | P.d.      | M.    | B.    | P.d.  |
| 2023-2024             | HNK Rijeka            | SuperSport HNL        | 30          | 5           | 1           | 5               | 4               | 0               | -                 | -                 | -                 | -          | -          | -          | C4                             | 6                              | 3                              | 0                              | -         | -         | -         | 41    | 12    | 1     |
| 2024-2025             | HNK Rijeka            | SuperSport HNL        | 4           | 3           | 1           | -               | -               | -               | -                 | -                 | -                 | -          | -          | -          | C3+C4                          | 4+2                            | 0+1                            | 1+0                            | -         | -         | -         | 10    | 4     | 2     |
| Sous-total            | Sous-total            | Sous-total            | 34          | 8           | 2           | 5               | 4               | 0               | -                 | -                 | -                 | -          | -          | -          | -                              | 12                             | 4                              | 1                              | -         | -         | -         | 51    | 16    | 3     |
| 2024-2025             | Union Saint-Gilloise  | Jupiler Pro League    | 24          | 11          | 4           | 2               | 0               | 0               | -                 | -                 | -                 | -          | -          | -          | C3                             | 10                             | 4                              | 1                              | 10        | 5         | 1         | 46    | 20    | 6     |
| 2025-2026             | Union Saint-Gilloise  | Jupiler Pro League    | -           | -           | -           | -               | -               | -               | -                 | -                 | -                 | 1          | 1          | 0          | C1                             | -                              | -                              | -                              | -         | -         | -         | 1     | 1     | 0     |
| Sous-total            | Sous-total            | Sous-total            | 24          | 11          | 4           | 2               | 0               | 0               | -                 | -                 | -                 | 1          | 1          | 0          | -                              | 10                             | 4                              | 1                              | 10        | 5         | 1         | 47    | 21    | 6     |
| 2025-2026             | SL Benfica            | Liga Betclic          | 1           | 0           | 0           | -               | -               | -               | -                 | -                 | -                 | -          | -          | -          | C1                             | 2                              | 1                              | 0                              | -         | -         | -         | 3     | 1     | 0     |
| Total sur la carrière | Total sur la carrière | Total sur la carrière | 59          | 19          | 6           | 7               | 4               | 0               | 0                 | 0                 | 0                 | 1          | 1          | 0          | -                              | 24                             | 9                              | 2                              | 10        | 5         | 1         | 101   | 38    | 9     |

### En sélections nationales
| Saison                | Sélection             | Phases finales        | Phases finales | Phases finales | Phases finales | Éliminatoires | Éliminatoires | Éliminatoires | Ligue des Nations | Ligue des Nations | Ligue des Nations | Matchs amicaux | Matchs amicaux | Matchs amicaux | Total | Total | Total |
| Saison                | Sélection             | Compétition           | M              | B              | Pd             | M             | B             | Pd            | M                 | B                 | Pd                | M              | B              | Pd             | M     | B     | Pd    |
| --------------------- | --------------------- | --------------------- | -------------- | -------------- | -------------- | ------------- | ------------- | ------------- | ----------------- | ----------------- | ----------------- | -------------- | -------------- | -------------- | ----- | ----- | ----- |
| 2024-2025             | Croatie               | -                     | -              | -              | -              | 2             | 2             | 0             | 2                 | 0                 | 0                 | -              | -              | -              | 4     | 2     | 0     |
| Total sur la carrière | Total sur la carrière | Total sur la carrière | -              | -              | -              | 2             | 2             | 0             | 2                 | 0                 | 0                 | -              | -              | -              | 4     | 2     | 0     |

## Palmarès

### En club
| Union Saint-Gilloise (1)                                                                      | HNK Rijeka                                                                                                  |
| --------------------------------------------------------------------------------------------- | --- |
| - Championnat de Belgique : - Champion : 2025. - Supercoupe de Belgique : - Finaliste : 2025. | - Championnat de Croatie : - Champion : 2025 - Vice-champion : 2024 - Coupe de Croatie : - Finaliste : 2024 |